# Nanobagrus nebulosus
Nanobagrus nebulosus är en fiskart som beskrevs av Ng och Tan, 1999. Nanobagrus nebulosus ingår i släktet Nanobagrus och familjen Bagridae. Inga underarter finns listade i Catalogue of Life.